# Marc Hervieux
Pour les articles homonymes, voir Hervieux.
Marc Hervieux est un artiste lyrique (ténor) canadien né le 19 juin 1969 dans le quartier Hochelaga-Maisonneuve à Montréal (Québec).

## Biographie

### Jeunesse et formation
Marc Hervieux naît à Montréal dans le quartier Hochelaga-Maisonneuve. Son père, ouvrier, travaille à l'usine St. Lawrence Sugar. Hervieux découvre l'art lyrique en regardant les émissions animées par Yoland Guérard. Il s'initie au théâtre en compagnie de son frère dans une troupe d'amateurs, et commence à chanter à cette occasion. Son père lui déconseille de se lancer dans une carrière d'acteur et Hervieux intègre un cégep, le collège Ahuntsic, afin d'étudier la communication graphique. Il abandonne les études et ouvre un studio de graphisme avant d'avoir terminé sa formation. Il se consacre à la musique en amateur en chantant dans un groupe, La Gang de chums. 
En 1991, encouragé par ses amis, Marc Hervieux passe une audition pour intégrer la distribution de la pièce Don Juan revient de guerre montée par  le Théâtre de la Récidive   à la salle Fred-Barry de la NCT. Elle comprend des scènes tirées de l'opéra Don Giovanni de Mozart. Hervieux est retenu malgré son manque de formation musicale. Il décide de persévérer et entre au conservatoire de musique de Montréal. Il souffre de lacunes au niveau théorique, mais découvre sa voix de ténor, qui impressionne les enseignants. Il obtient son diplôme à l'âge de 27 ans et poursuit sa formation à l'atelier lyrique de l'opéra de Montréal.

### Carrière musicale
En 1999, il participe à une tournée Jeunesses Musicales Canada, dans le cadre de l'opéra L’Elisir d’amore, opéra buffa de Gaetano Donizetti (1797-1848), dans plusieurs villes du Québec, du Nouveau-Brunswick et de l’Ontario.
Le ténor tient des rôles principaux au Canada et en Europe. En 2006, il devient « artiste principal » au Metropolitan Opera de New York.
En 2009, il enregistre son premier album, Après nous. Il est composé de sept reprises de titres pop écrits entre autres par Charles Aznavour et Jean-Jacques Goldman, ainsi que de chansons originales de Frédérick Baron, Jean-François Breau ou encore Michel Cusson. Le disque est certifié « disque d'or ». Le ténor interprète ces chansons en public durant une tournée, organisée l'année suivante.
Les albums Tenor Arias et A Napoli remportent un prix Félix dans la catégorie « Album de l'année - classique vocal », respectivement en 2010 et 2012,.
En 2011, il enregistre un second album de Noël (« Un air d’hiver ») mais cette fois avec des chansons originales écrites et composées par Nelson Minville, France D’amour, Martine Pratte, Marc Dupré, pour ne nommer que ceux là. 
En 2014, un second album de chansons pop originales intitulé simplement "Hervieux" fait son apparition. Avec des collaborateurs ayant pour noms Martine Pratte, Jean-François Breau, Richard Séguin et Sylvain Cossette.

## Tessiture
Selon le musicologue Michel Veilleux, Hervieux est un « ténor lyrique » pouvant chanter des rôles de « spinto ». Dans sa chronique du disque Tenor Arias enregistré en 2010 avec l'orchestre Métropolitain dirigé par Yannick Nézet-Séguin, le critique musical Claude Gingras estime que Marc Hervieux chante avec une puissance et une plénitude qui le rapprochent d'un « ténor dramatique ».

## Engagements
En 2013, Marc Hervieux devient porte-parole d'une campagne organisée par l'organisme La Tablée populaire afin de fournir des repas aux écoliers démunis de Drummondville.

## Vie privée
Marc Hervieux se sépare en 2023 de sa conjointe Caroline après plus de 25 ans d'union . 

## Discographie

### Albums
- 2009 : Après nous (Zone 3 Musique)
- 2009 : Le Premier Noël (ATMA Classique)
- 2010 : Tenor Arias (ATMA Classique)
- 2011 : A Napoli (ATMA Classique)
- 2011 : Un air d'hiver (Zone 3 Musique)
- 2013 : Mes Plaisirs (ATMA Classique)
- 2018 : Nos Chansons (Zone 3 Musique)
- 2020 : Nostalgia (B 12)

### Participations
- 2010 : Le Gala du 30e anniversaire de l'Opéra de Montréal (ATMA Classique)
- 2012 : Mariage (ATMA Classique)